# Klaus Marschall
Klaus Marschall (* 20. Juli 1961) ist ein deutscher Puppenspieler und Theaterregisseur. Er ist Leiter der Augsburger Puppenkiste. Zudem spricht er seit den 1990er Jahren den Kasperle, die wichtigste Figur der Puppenkiste.
Klaus Marschall ist der Sohn von Hanns-Joachim Marschall und Hannelore Marschall-Oehmichen und der Bruder von Jürgen Marschall (1958–2020). Er hat die Augsburger Puppenkiste von seinen Eltern übernommen. Seit 1992 ist er der Leiter des Theaters. Marschall ist gelernter Dekorateur.
2016 brachte er mit der Augsburger Puppenkiste den Film Die Weihnachtsgeschichte, basierend auf der Weihnachtsgeschichte um Jesus von Nazareth, in die deutschen Kinos.